# 삼성동토성
삼성동 토성(三成洞土城)은 서울특별시 강남구 삼성동에 있던 백제 시대 산성이다.

## 개요
삼성리 토성은 강남구 삼성동 수도산의 산허리를 둘러싼 삼국 시대의 테메식 토성으로 알려져 있다. 현재의 지형 조건으로 볼 때 광진구에서 영동대교를 건너 왼쪽으로 봉은사 가는 방향에 위치하였으며, 한강과 탄천이 합류되는 요충지에 위치한 낮은 산세를 이용하여 축조된 테메식 토성으로 보인다.
강남 개발에 따라 수도산 정상과 산기슭에 도로와 아파트 등 도시 시설이 건설되고 자연지세가 훼손되어 현재는 토성의 모습을 찾을 수 없다. 이 토성이 파괴되기 전에는 단(段)을 가진 축성 형태가 명확하게 산허리를 둘러싸고 있었으며, 정상부에는 수많은 고려 시대 기와편과 장대석(長臺石)이 흩어져 있었다.